# Lohausen
Lohausen ist ein nördlicher Stadtteil von Düsseldorf. Etwa zwei Drittel der Fläche Lohausens werden vom Düsseldorfer Flughafen eingenommen. Der westliche, zum Rhein hin gelegene Teil ist dörflich geprägt. Lärmbelästigung und Bebauungsbeschränkungen durch den Flughafen haben die Entwicklung des Stadtteils beeinträchtigt. Prägend sind zahlreiche Reiterhöfe.
Lohausen gehört zu den wohlhabenderen Stadtteilen Düsseldorfs. Das jährliche Durchschnittseinkommen liegt hier bei 60.636 Euro (Stand 31. Dezember 2007).

## Geographie

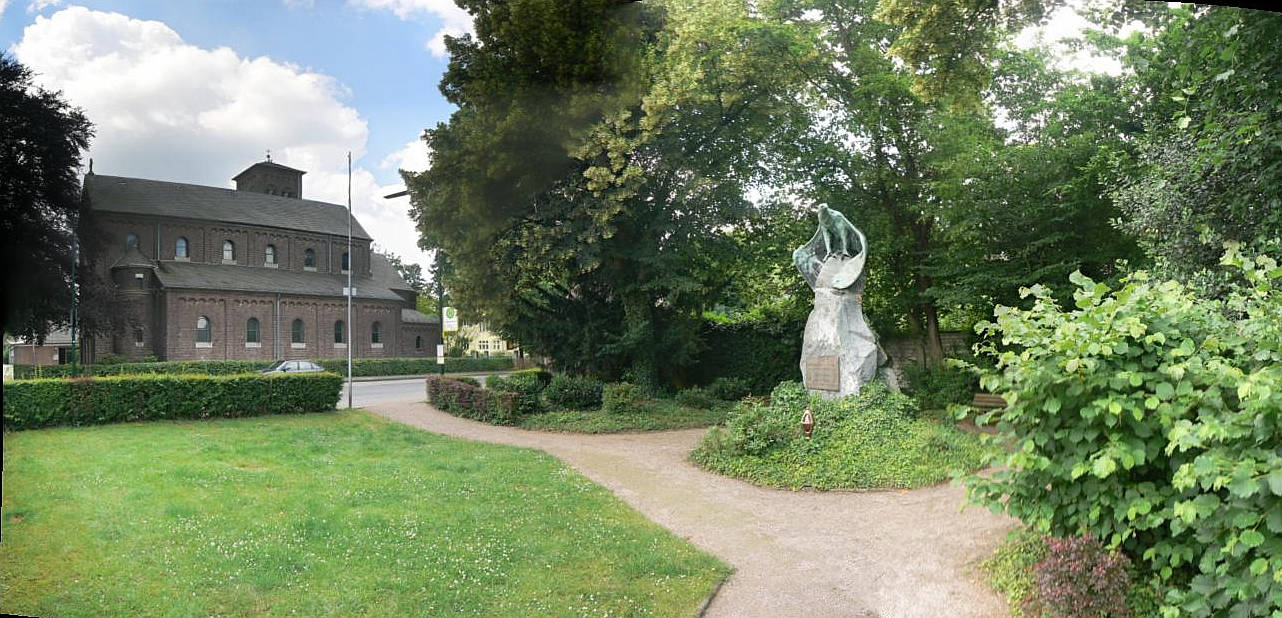
Panoramabild Lohausen

Lohausen liegt im Norden der Stadt Düsseldorf und grenzt an die Stadtteile Kaiserswerth und Kalkum im Norden, Stockum im Süden, Unterrath im Südosten, und Lichtenbroich im Osten und gehört zum Stadtbezirk 5.
Der Stadtteil erstreckt sich im nördlichen Außenring vom Rhein mit der Rheingrenze zu Meerbusch-Ilverich im Westen bis zur östlichen Düsseldorfer Stadtgrenze nach Ratingen-Tiefenbroich.
Mit einer Fläche von 12,42 km² ist er der flächenmäßig drittgrößte Stadtteil, hat aber mit rund 4.200 Einwohnern nur eine Bevölkerungsdichte von 337 Einwohnern pro km² (alle Angaben mit Stand vom 31. Dezember 2016). Nachdem bereits 1909 der südliche Ortsteil Stockum an Düsseldorf abgetreten werden musste, verlor auch die restliche damalige Landgemeinde Lohausen 1929 durch das Gesetz über die kommunale Neugliederung des rheinisch-westfälischen Industriegebiets ihre Selbstverwaltung an Düsseldorf. Der entstehende Flugbetrieb hatte die Düsseldorfer Begehrlichkeiten geweckt.

## Geschichte

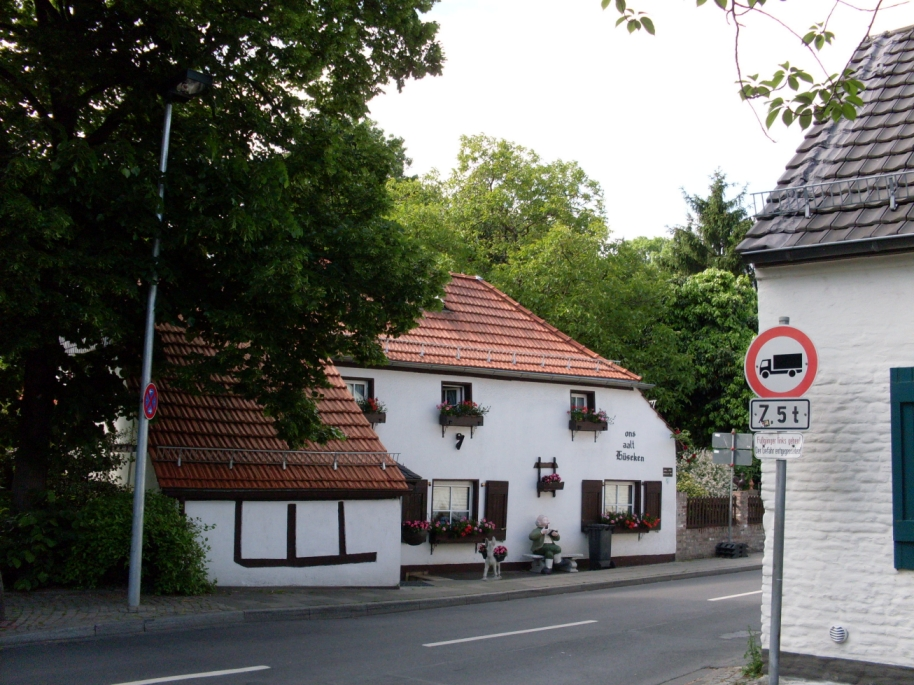
Ortskern mit Fachwerkhaus von 1795

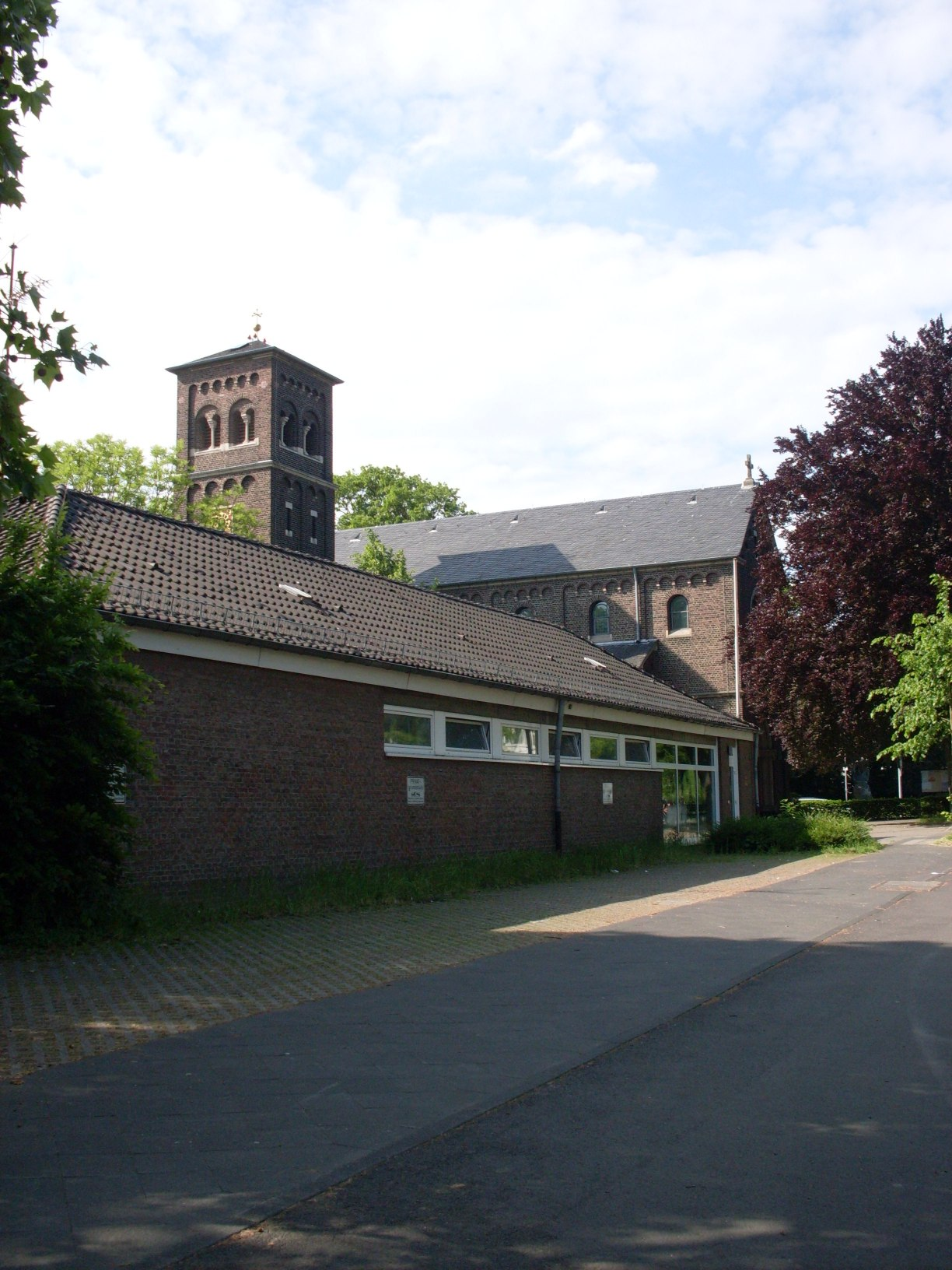
Kirche St. Mariä Himmelfahrt

Lohausen wird urkundlich erstmals 1047 erwähnt (Lohuson iuxta Werthe) anlässlich des zehnjährigen Amtsjubiläums des Werdener Abts Gerold. Die nächste Nachricht stammt von dem niederadeligen Geschlecht der Herren von Kalkum-Lohausen, deren Wappen sich unverändert in dem des Ortsteiles wiederfindet. Ritter Arnold von Lohausen (Arnoldus miles de Lohusen) verlieh 1236 zusammen mit seiner Frau und seinen Kindern einen lehensabhängigen Zehnten bei Eversael an die Abtei Camp in Erbpacht. Neben dem Rittersitz in Lohausen besaßen die Herren von Kalkum auch die Rittersitze Haus Remberg bei Huckingen und Haus Leuchtenberg (alte Namensform: Leuchtmar). Lohausen und Leuchtenberg wurden zu Beginn des 19. Jahrhunderts von Heinrich Balthasar Lantz erworben, der nahe dem Hof Lohausen, dem Vorwerk, zum Teil auf den Fundamenten der Burg ein neues Herrenhaus errichten und einen großen Park anlegen ließ, den Lantz’schen Park. 1972 erwarb die Stadt die Anwesen der Familie Lantz. Vom Haus Leuchtenberg nahe am Rheindeich und dessen ehemaligem Vorwerk, dem Nagelshof, sind noch ansehnliche Teile erhalten.

## Sehenswürdigkeiten

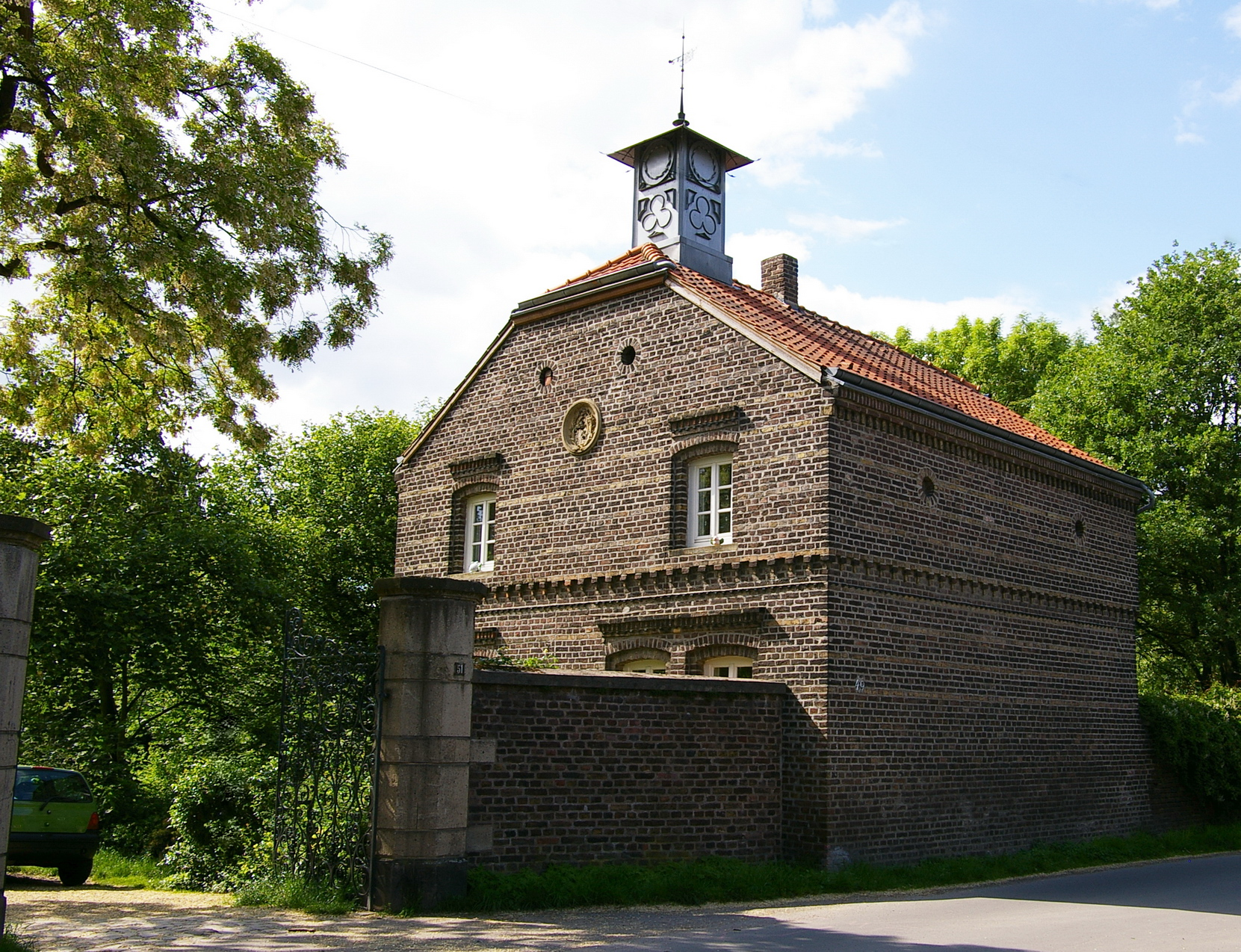
Torhaus am Parkeingang des Lantz’schen Park

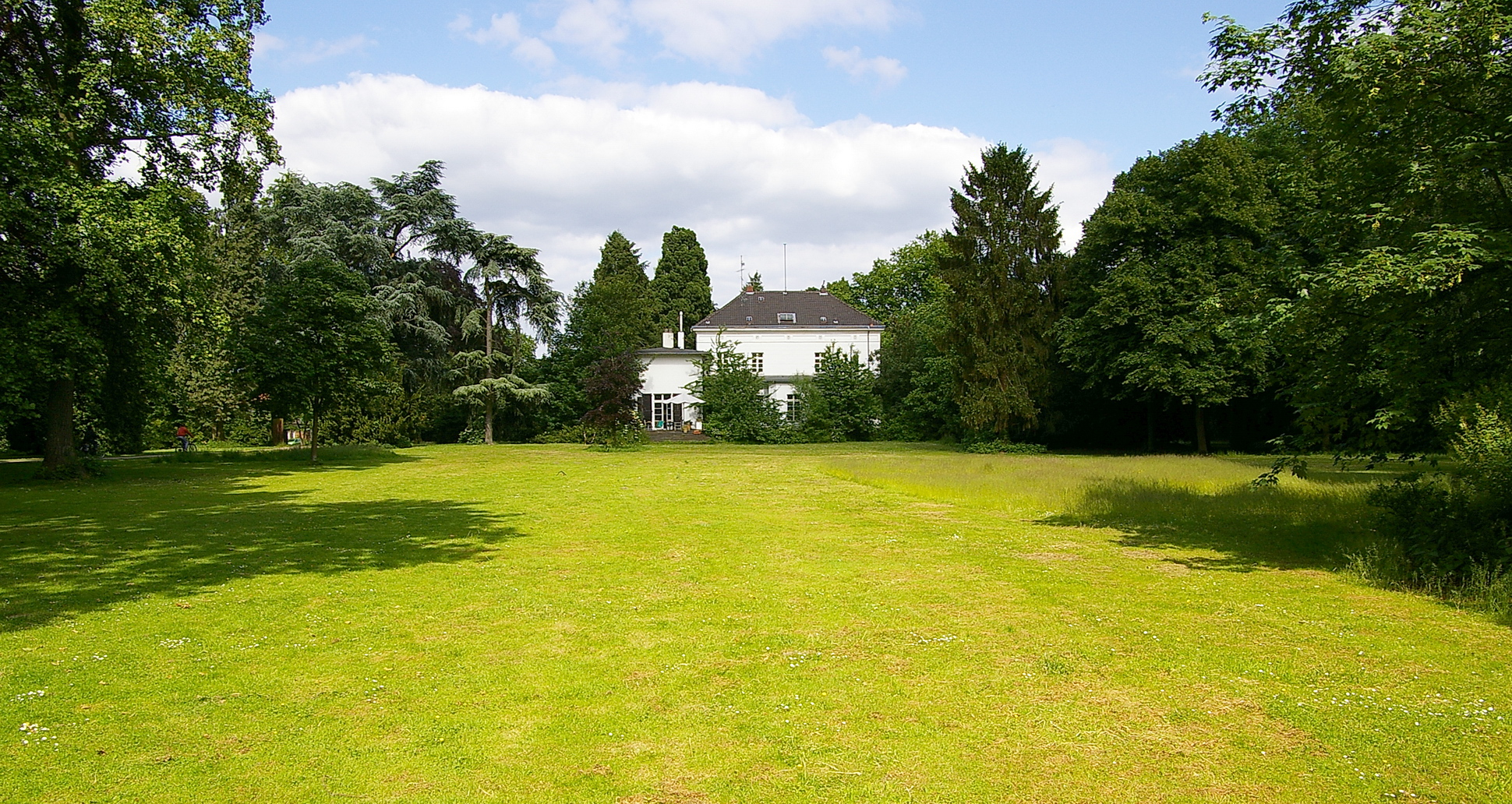
Anlage des Lantz’schen Parks als englischer Garten, Blick von Westen auf das Herrenhaus

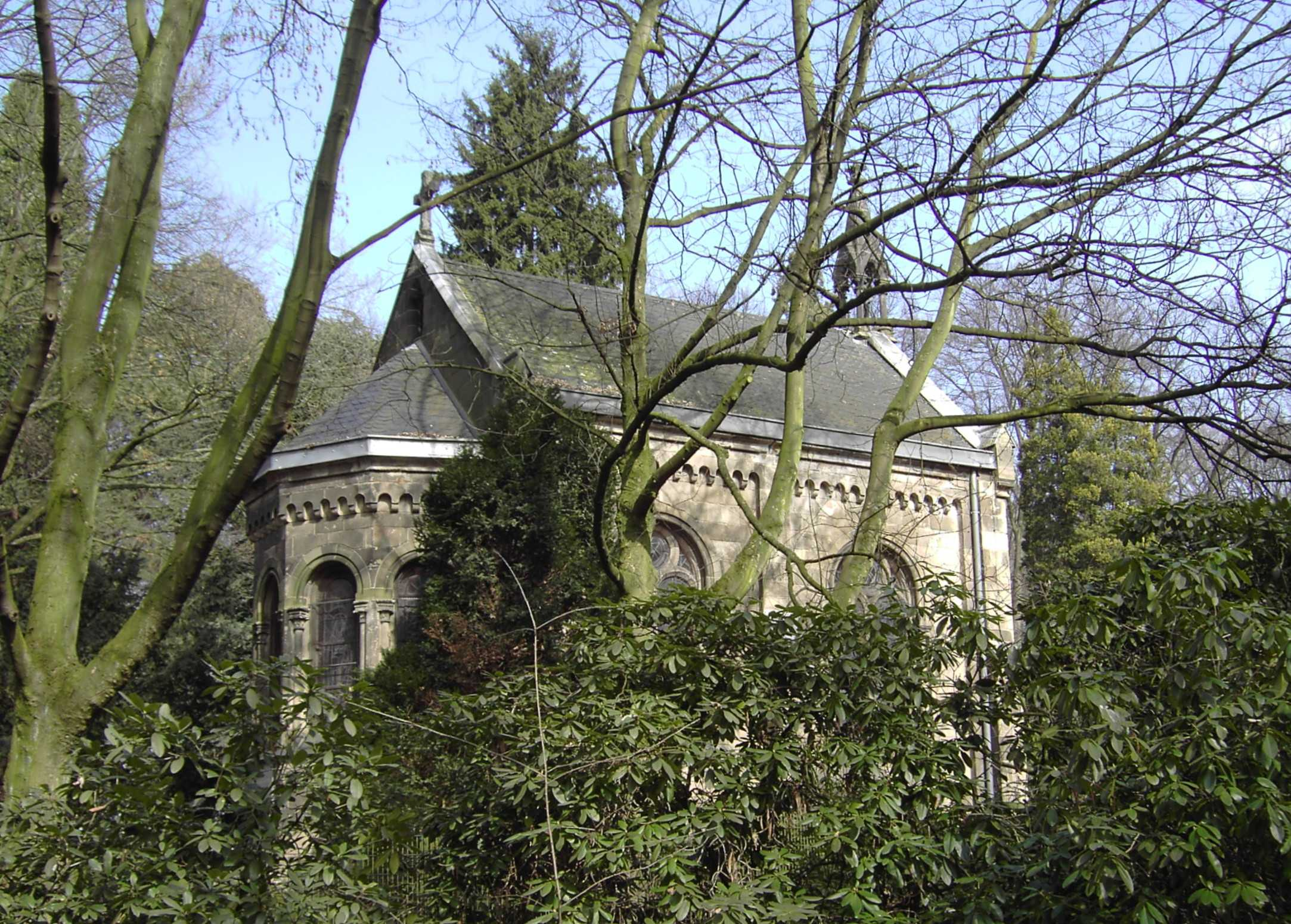
Begräbniskapelle 1878–79

Die Kirche St. Mariä Himmelfahrt gilt als Sehenswürdigkeit. Die Gedächtniskapelle des Grafen Franz von Spee im neuromanischen Stil erbaut 1839, an der Niederrheinstraße ist von Rudolf Wiegmann. Das Haus Hannemann ist eine denkmalgeschützte Villa im Stil der konservativen Moderne.
Seit 1978 ist der Lantz’sche Park öffentlich zugänglich und wird seit 1982 von der Unteren Denkmalbehörde als gärtnerisches Kulturgut geschützt. Der vordere Bereich rund um die Villa Lantz wurde 1858 nach einem Plan von Joseph Clemens Weyhe im Stil des englischen Landschaftsgartens gestaltet. Hier befinden sich sehenswürdige Skulpturen aus unterschiedlichen Epochen bis hin zur Neuzeit, einer Hinterlassenschaft des Galeristen Alfred Schmela. Der hintere Parkteil rund um die Kapelle wurde von Julius Bouché 1880 im Stil des Historismus geplant. Seit 2020 findet in den Sommermonaten Juli bis September das Ausstellungsprojekt „Internationale Lantz’sche Skulpturenpark Lohausen“, initiiert von der Kunstkommission Düsseldorf und der Landeshauptstadt Düsseldorf, statt.

## Andere Bauten
Die Wohnbebauung in Lohausen ist niedrig und sehr aufgelockert. Der Stadtteil ist durch Ein- und Zweifamilienhäuser sowie Villen und die nach wie vor betriebene Landwirtschaft geprägt. Entlang des Rheines befindet sich ein Wasserschutzgebiet. Der Rheindeich, der seit 2003 als stark sanierungsbedürftig gilt, ist neben den Freizeitanlagen für Reiter und Tennisfreunde ein beliebtes Ausflugsziel.
In diesem Stadtteil befinden sich im Osten Teile des Flughafens Düsseldorf und seiner Airport City, die aber wegen der heutigen Verkehrsführung keine direkte Straßenverbindung mit der Wohnbebauung Lohausens haben und verkehrlich eher an Unterrath angeschlossen sind. Es existiert eine Verbindung für Fußgänger und Radfahrer mittels einer Brücke über die als Schnellstraße ausgebaute Danziger Straße. 
Bereits im Jahr 1927 flog die Deutsche Lufthansa erstmals das Flugfeld Golzheimer Heide an. Bis zum Zweiten Weltkrieg erfolgte die Zufahrt zu den damaligen Gebäuden im westlichen Teil des Flughafengeländes über die heutige ‚Alte Flughafenstraße‘.

## Persönlichkeiten
Personen mit Beziehung zur Stadt
- Arno Breker (1900–1991), Bildhauer und Künstler
- Helmut Horten  (1909–1987), deutscher Unternehmer und Gründer der Horten AG
- Heinrich Lantz (1820–1901), deutscher Rittergutsbesitzer und Parlamentarier
- Josef Pallenberg (1882–1946), deutscher Künstler und Tierplastiker
- Werner Schramm (1898–1970), deutscher Künstler
- Liselotte Schramm-Heckmann (1904–1995), deutsche Künstlerin
- Peter Schwickerath (* 1942), deutscher Bildhauer
- Alfred Schmela (1918–1980), deutscher Künstler und Galerist

## Zuordnungen
- Lohausen wird von der Stadtverwaltung Düsseldorf unter der Nummer 052 verwaltet.
- Staatliche Wahlkreise[6]

Seit der Kommunalwahl 1979 bildet Lohausen zusammen mit den Düsseldorfer Stadtteilen Kaiserswerth und Stockum den Düsseldorfer Kommunalwahlbezirk 22, der neun Stimmbezirke umfasst, darunter die Stimmbezirke 5201 und 5202 für Lohausen. Die beiden Wahllokale befinden sich traditionsgemäß in der Römisch-katholischen Grundschule Im Grund.
Seit der Bundestagswahl 2002 gehört Lohausen wie der gesamte Düsseldorfer Stadtbezirk 5 zum Bundestagswahlkreis 107 Düsseldorf I. Direkt gewählte Abgeordnete waren Michael Müller (SPD) (2002–2005), Hildegard Müller (CDU) (2005–2008/Rücktritt; hatte einen ihrer drei Wohnsitze in Lohausen), und seit 2009 Thomas Jarzombek (CDU).
Seit der Wahl zum Landtag Nordrhein-Westfalen 2005 gehört Lohausen wie der gesamte Düsseldorfer Stadtbezirk 5 zum Landtagswahlkreis 40 Düsseldorf  I. Direkt gewählter Abgeordneter war 2005 und 2010 Olaf Lehne (CDU) und ist es wieder seit dem 15. Mai 2017. Von 2012 bis 2017 war Markus Weske (SPD) der Landtagsabgeordnete.